# 剑川马铃苣苔
剑川马铃苣苔（学名：Oreocharis georgei）为苦苣苔科马铃苣苔属下的一个种。

## 扩展阅读
- 維基物種上的相關：剑川马铃苣苔